# École des mines de Berlin
Pour les articles homonymes, voir École de Berlin.

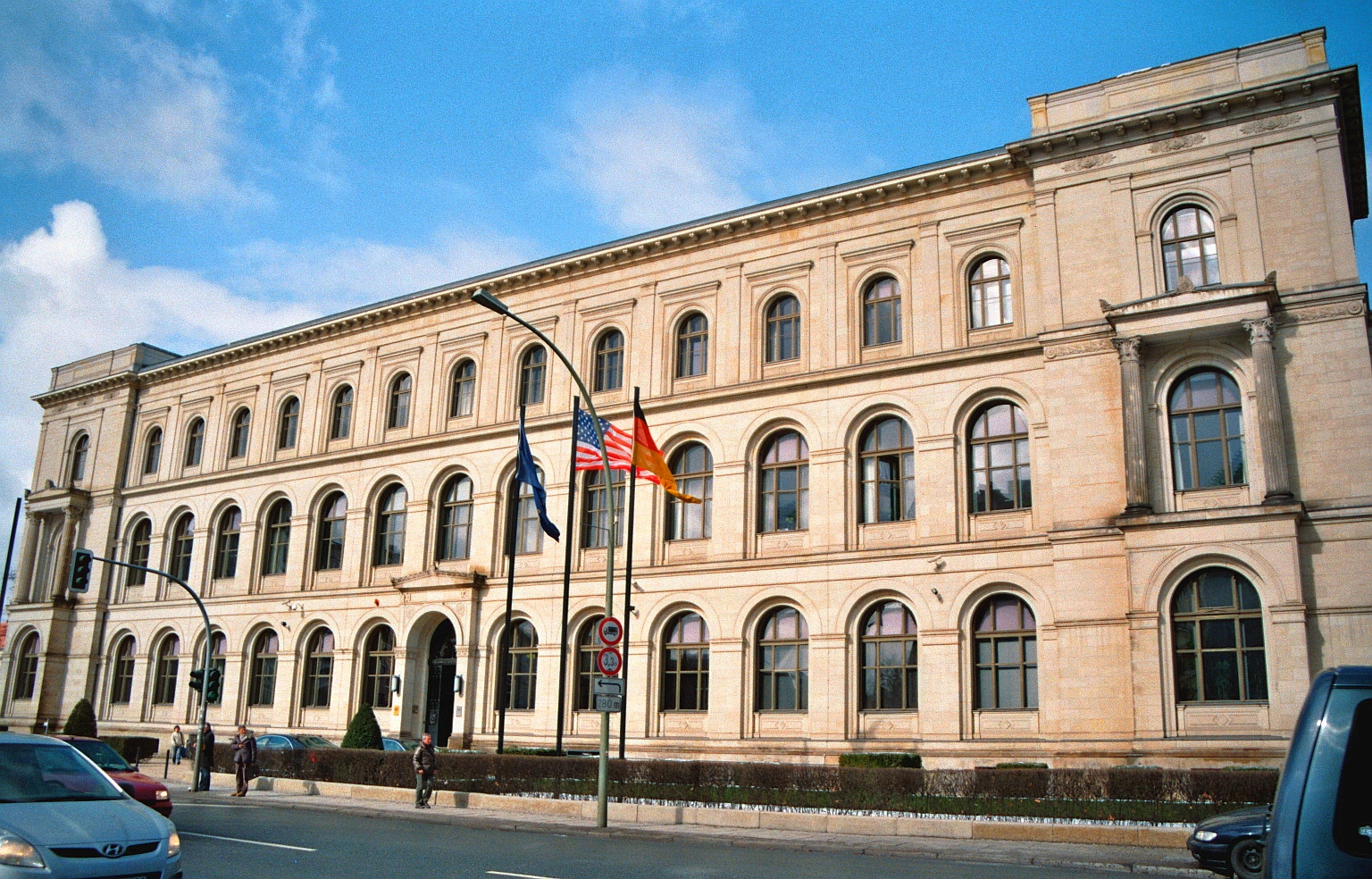
L’École des Mines de Berlin (bergakademie Berlin), construite entre 1875 et 1878 par l'architecte August Thiede au no 44 Invalidenstraße (Berlin-Mitte), est aujourd'hui le siège du Ministère Fédéral des Transports et de l'Urbanisme.

L’École des mines de Berlin est une école d'ingénieur fondée en 1770 à l'initiative du géologue Carl Abraham Gerhard (de).

## Historique
Le roi de Prusse Frédéric II décréta qu'« il ne faut pas y enseigner seulement la minéralogie ... mais aussi .. le droit des concessions. » Cet établissement devait donner à la Prusse les experts dont elle avait besoin pour la prospection de ses matières premières et leur extraction. 
En 1809 l’École des mines fut placée sous l'autorité d'une nouvelle administration, la Section des mines. Par décret du gouvernement, son « cabinet de Minéralogie » fut attaché en 1810 à la nouvelle Université Frédéric-Guillaume, avant de devenir en 1814 le « Musée minéralogique » du complexe universitaire Unter den Linden, mais toujours propriété de l’École des Mines. Ses Directeurs furent par la suite des professeurs de l'université enseignant à l’École des Mines.
Le 1er septembre 1860, le Prince-régent Guillaume confia à l'inspecteur-général des mines Otto Ludwig Krug von Nidda (de) le déménagement de l’École des mines, reclassée en  École supérieure dans l'ancienne bourse des Lustgarten de Berlin. L'école bénéficia de l'attribution du fonds documentaire du service des mines, quelque 30 000 volumes. Au début, c'était une école de spécialisation en fin d’université. Elle rouvrit ses portes le 22 octobre 1860, en accueillant une promotion de 44 étudiants. Son premier directeur fut Heinrich Lottner (de). 
À cette époque le programme des cours prévoyait l'enseignement des disciplines suivantes : génie minier, saunerie, métallurgie générale, métallurgie du fer, mécanique, génie mécanique, dessin cadastral, dessin géométrique, leçons et colloques de minéralogie et de géognosie et, au-delà des disciplines mathématiques le droit des concessions ; avec cela un enseignement pratique en laboratoire, la pratique de l’essai au soufflet à bouche et l’analyse Minéralogique.
En 1873 l’École des mines fusionna avec l’Institut géologique de Prusse (chargé de dresser le cadastre général de la Prusse) pour former un organisme unique dirigé par Wilhelm Hauchecorne, le successeur de Lottner. 
En 1907, l’École des mines fut à nouveau réorganisée et retrouva son autonomie. Le 1er octobre 1916, elle devint finalement le département de génie minier de l’Institut technique royal de Charlottenburg.